# Не время умирать
«Не время умирать» (англ. No Time To Die) — шпионский фильм 2021 года, двадцать пятый из серии фильмов о Джеймсе Бонде производства EON Productions. Главную роль вымышленного агента МИ-6 в пятый и последний раз исполнил Дэниел Крейг. Режиссёром фильма выступил Кэри Фукунага, который также написал сценарий наряду с Нилом Пёрвисом, Робертом Уэйдом и Фиби Уоллер-Бридж.
Леа Сейду, Бен Уишоу, Наоми Харрис, Джеффри Райт, Кристоф Вальц, Рори Киннир и Рэйф Файнс вернулись к своим ролям из предыдущих фильмов бондианы. К основному актёрскому составу присоединились Рами Малек, Лашана Линч, Билли Магнуссен, Ана де Армас, Давид Денсик и Дали Бенссала. По сюжету Джеймс Бонд, оставивший службу в МИ-6, оказывается завербован ЦРУ для спасения похищенного учёного, что приводит к схватке с могущественным противником.
Разработка ленты началась в 2016 году. «Не время умирать» — первый фильм франшизы, международным прокатом которого занималась компания Universal Pictures, что связано с истечением срока действия дистрибьюторского контракта с Sony Pictures после выхода картины «007: Спектр» в 2015 году. United Artists Releasing, дочерняя компания Metro-Goldwyn-Mayer, получила права на прокат картины в Северной Америке. Изначально режиссёром фильма был выбран Дэнни Бойл, который также должен был написать сценарий в соавторстве с Джоном Ходжем. Однако из-за творческих разногласий оба покинули проект в августе 2018 года. Спустя месяц стало известно, что Бойла заменит Кэри Фукунага. Контракты основной части актёрского состава были подписаны к апрелю 2019 года. Съёмки фильма прошли с апреля по октябрь 2019 года под рабочим названием «Бонд 25». Официальное название «Не время умирать» было объявлено в августе 2019 года.
Мировая премьера картины состоялась 28 сентября 2021 года в лондонском Альберт-холле. Фильм вышел в прокат в Великобритании 30 сентября 2021 года, в США — 8 октября. Из-за ухода Бойла и из-за пандемии COVID-19 дата выхода фильма в прокат неоднократно переносилась.
Лента получила положительные отзывы критиков, которые отметили фильм как удачное завершение пребывания Крейга в роли Бонда. Картина заработала более $774 млн в мировом прокате, став 4-м самым кассовым фильмом 2021 года.

## Сюжет
Юная Мадлен Суонн становится свидетельницей того, как террорист Люцифер Сафин убивает её мать, не застав дома её отца, мистера Уайта. Мадлен стреляет в Сафина из Beretta P92, спрятанного под раковиной, но тот выживает. Она убегает по замёрзшему озеру и проваливается под лёд, однако убийца спасает её.
Наши дни. После ареста Эрнста Ставро Блофельда Мадлен вместе с Джеймсом Бондом останавливается в городке Матера. Наёмники СПЕКТРа устраивают засаду для Бонда, который посещает склеп, где похоронена Веспер Линд. После долгой погони Бонду и Мадлен удается уйти от преследователей, однако он подозревает Мадлен в предательстве, сажает её на поезд и навсегда прощается с ней.
Пять лет спустя учёного МИ-6 Валдо Обручева похищают из его лаборатории вместе с его разработкой. Обручев, с одобрения М, разработал «Проект „Геракл“» — биологическое оружие, содержащее нанороботы, которые передаются от человека к человеку при прикосновении, но убивают только того, на чью ДНК они закодированы.
Бонд после выхода в отставку живёт на Ямайке, где с ним связывается его старый друг, агент ЦРУ Феликс Лейтер, работающий в паре с сотрудником Госдепартамента США Логаном Эшем. Лейтер просит помощи в поиске похищенного Обручева. Бонд сначала отказывается, но после того, как Номи, агент МИ-6 и его преемница с позывными 007, рассказывает ему о проекте «Геракл», Бонд соглашается помочь Лейтеру.
Джеймс отправляется на Кубу и знакомится с агентом местной резидентуры ЦРУ по имени Палома, которая также помогает Феликсу. Чтобы выкрасть Обручева, Бонд и Палома проникают на вечеринку «Спектра» по случаю дня рождения Блофельда. Тот, находясь в тюрьме, использует бионический глаз для руководства встречей. Блофельд приветствует Бонда, и в это время распыляют некую жидкость, которая, по словам Блофельда, должна убить только его. Вместо этого облако убивает всех членов «Спектра»: Обручев предал Блофельда и запрограммировал наноботов на ДНК участников организации. Бонд захватывает Обручева и встречается с Лейтером и Эшем на старом корабле. В ходе допроса Обручев раскрывает Эша как двойного агента, работающего на Сафина. Эш смертельно ранит Лейтера, забирает Обручева и взрывает корабль, но Бонду удается выбраться оттуда, и его подбирает судно-контейнеровоз.
В Лондоне Манипенни и Q пытаются устроить встречу Бонда и Блофельда в Белмарше, чтобы выяснить, кто стоит за расправой над его организацией. Но Блофельд контактирует только с одним человеком, это психолог Мадлен Суонн.. В это же время Сафин навещает Мадлен и заставляет её воспользоваться духами с дозой наноботов для убийства Блофельда при визите к нему. Перед тюремной камерой Блофельда встречаются Мадлен и Бонд, он прикасается к ней и заражается дозой наноботов. Во время допроса Блофельд признаётся Бонду, что именно он устроил засаду у могилы Веспер, чтобы казалось, будто Мадлен предала Бонда. Джеймс выходит из себя и пытается задушить Блофельда, наноботы оказываются на коже Блофельда; в результате Блофельд умирает.
Бонд понимает, что цепочка инфицирования нанороботами ведёт к Мадлен, которая скрылась в доме её детства в Норвегии. Приехав туда, Джеймс узнаёт, что у Мадлен есть пятилетняя дочь по имени Матильда, которая, как утверждает Мадлен, не от него. Она рассказывает Бонду, что Сафин был сыном крупного предпринимателя-фармацевта татарского происхождения, и по приказу Блофельда её отец отравил всю семью Сафина диоксином, когда тот был ещё ребёнком, что побудило Сафина   мстить сначала семье мистера Уайта, а потом Блофельду и «Спектру». В этот момент прибывают наёмники Сафина во главе с Логаном Эшем: они преследуют Бонда, Мадлен и Матильду. Джеймсу удаётся убить Эша и нескольких людей Сафина, но Люцифер берёт в заложники Мадлен и Матильду.
Q, Бонд и Номи выслеживают Сафина на базе времён Второй мировой войны, расположенной на одном из островов Курильской гряды между Японией и Россией. Бонд и Номи проникают туда и узнают, что Сафин превратил базу в фабрику наноботов, где он вместе с Обручевым наладил массовое производство «Геракла» для его последующей продажи. Бонд сражается с наёмниками Сафина, а Номи убивает Обручева, сталкивая его в резервуар с наноботами. Бонд спасает Мадлен и Матильду и отправляет их вместе с Номи с острова. Сам Бонд остаётся, чтобы открыть двери бункера на острове: это позволило бы ракетному удару кораблей ВМС уничтожить фабрику.
Бонд добирается до панели управления и открывает двери бункера. M даёт разрешение на ракетный удар. Возвращаясь, Бонд видит, что двери бункера закрываются. Он бежит обратно к панели управления, но сталкивается с Сафином. Сафин серьёзно ранит Бонда и заражает его наноботами, запрограммированными на ДНК Мадлен и Матильды: отныне Бонд не может приблизиться к ним, если хочет, чтобы они были живы. Бонд убивает Сафина и заново открывает двери бункеров. Бонд по рации связывается с Мадлен; говорит, что любит её, и просит жить дальше без него. Мадлен подтверждает, что Матильда — дочь Джеймса. Ракеты достигают острова и уничтожают фабрику наноботов. Жертвой взрыва становится и Бонд, который принял свою судьбу и не покинул фабрику.
В штаб-квартире МИ-6 М, Манипенни, Q, Таннер и Номи поминают Бонда и отдают честь его службе на благо Её Величества и всего мира. Мадлен везёт Матильду в Матеру и начинает рассказ о человеке по имени «Бонд, Джеймс Бонд».
После титров появляется надпись «James Bond Will Return» («Джеймс Бонд вернётся»).

## Актёрский состав
- Дэниел Крейг — Джеймс Бонд, бывший агент МИ-6 под номером 007, уволившийся со службы за пять лет до событий фильма.
- Рами Малек — Люцифер Сафин, лидер террористов, мстящий организации «Спектр», который становится новым противником Бонда, вступая в конфликт с ним и Мадлен Суонн.
- Леа Сейду — доктор Мадлен Суонн, психиатр, дочь мистера Уайта, любовный интерес Бонда, помогавшая ему в выполнении миссии во время событий фильма «007: Спектр»
  - Колин Дефо сыграла юную Мадлен.
- Лашана Линч — Номи, новый агент '00', которая пришла на службу через некоторое время после выхода Бонда в отставку, поэтому ей был присвоен номер 007.
- Бен Уишоу — Q.
- Наоми Харрис — Ив Манипенни, секретарь М и союзница Бонда.
- Джеффри Райт — Феликс Лейтер, друг Бонда и оперативник ЦРУ.
- Кристоф Вальц — Эрнст Ставро Блофельд, заклятый враг Бонда и его сводный брат. Блофельд является основателем и главой преступного синдиката «Спектр» и находится под стражей в МИ-6.
- Рэйф Файнс — Гарет Мэллори / М, глава МИ-6 и начальник Бонда.
- Билли Магнуссен — Логан Эш, агент ЦРУ, которого Лейтер направляет на помощь Бонду для поисков Обручева.
- Ана де Армас — Палома, агент ЦРУ, помогающая Бонду в миссии на Кубе.
- Давид Денсик — Валдо Обручев, учёный, дело о похищении которого расследует Бонд.
- Рори Киннир — Билл Таннер, начальник управления персоналом МИ-6.
- Дали Бенсалах — Примо: Наёмник и противник, с которым Бонд впервые сталкивается в Матере.
- Лиза-Дора Соннет — Матильда, пятилетняя дочь Бонда и Мадлен.

Кроме того, Хью Деннис и Приянга Бёрфорд сыграли учёных в лаборатории МИ-6. Матильда Бурбен исполнила роль матери Мадлен Суонн в открывающей сцене фильма. Бриджитт Миллар повторила роль доктора Вогель из «007: Спектр».

## Производство

### Разработка
Разработка фильма началась весной 2016 года. В марте 2017 года сценаристы Нил Пёрвис и Роберт Уэйд, которые работали над всеми фильмами о Бонде с момента выхода «И целого мира мало» (1999), получили приглашение написать сценарий. Сэм Мендес заявил, что не вернётся в качестве режиссёра, несмотря на успех его предыдущих двух фильмов о Бонде, «007: Координаты „Скайфолл“» и «007: Спектр». Кристофер Нолан также отказался от поста режиссёра. К июлю 2017 года к переговорам об участии в съёмках фильма были привлечены режиссёры Янн Деманж, Дэвид Маккензи и Дени Вильнёв. В декабре 2017 года Вильнёв отказался от этой должности из-за своих обязательств перед продюсерами фантастического фильма «Дюна». В феврале 2018 года главным кандидатом на пост режиссёра стал Дэнни Бойл. Сценарий должен был написать давний соратник Бойла Джон Ходж. Черновик Ходжа получил одобрение, и было официально объявлено, что Бойл выступит в качестве режиссёра, а производство начнется в декабре 2018 года.
Однако в августе 2018 года Бойл и Ходж покинули проект из-за творческих разногласий. Во время работы Бойла над картиной в Интернет утекли запросы кастинг-директоров, в которых главный злодей характеризовался как «хладнокровный и харизматичный русский», а главная героиня должна была быть «остроумной и обладающей множеством навыков». На второстепенную мужскую роль искали актёра из народа маори, физически подготовленного для боевых сцен. Сообщалось, что уход Бойла был связан с выбором Томаша Кота на роль главного злодея; впоследствии Бойл заявил, что разногласия возникли из-за сценария. Дата выхода фильма стала зависеть от того, сможет ли студия заменить Бойла подходящим режиссёром в течение шестидесяти дней. В сентябре 2018 года было объявлено, что новым режиссёром станет Кэри Фукунага.
Фукунага является первым в истории бондианы американцем, которому студия EON Productions поручила снять фильм о Бонде. Фукунага рассматривался как возможный режиссёр «007: Спектра» до того, как на эту должность взяли Мендеса; после этого он заявлял Брокколи и Уилсону о своём интересе к съёмкам следующего фильма о Бонде. В декабре 2018 года оператором фильма был выбран Линус Сандгрен.
После ухода Бойла Пёрвис и Уэйд в сентябре 2018 года вновь были наняты для работы над сценарием. В апреле 2020 года Фукунага признался, что в соответствии с его первоначальной сценарной заявкой действие всего фильма «Не время умирать» должно было происходить в голове у Бонда, которого в своём логове пытает Эрнст Ставро Блофельд во время событий «Спектра». Окончательную версию фильма Фукунага описал как исследование мира шпионажа «в эпоху асимметричных войн». В ноябре 2018 года к работе над сценарием был привлечён сценарист «Казино „Рояль“» и «Кванта милосердия» Пол Хаггис, а в феврале 2019 года — Скотт Бёрнс. По просьбе Крейга в апреле 2019 года шлифовка сценария была доверена Фиби Уоллер-Бридж. Её наняли, чтобы освежить диалоги, поработать над развитием персонажей и добавить в сюжет юмор. Уоллер-Бридж — вторая женщина-сценарист, работавшая над фильмом о Бонде; первой была Джоанна Харвуд, соавтор фильмов «Доктор Ноу» и «Из России с любовью».
Первоначально Сафин, главный злодей, и его приспешник должны были носить маски, созданные на основе кольчуги сибирского охотника на медведя. Однако персонаж приспешника был убран из сценария до начала съёмок, и Фукунага попросил изменить внешний облик Сафина. Была изготовлена новая маска, основанная на японском театральном стиле но, так как Фукунага считал, что оригинальная маска доминирует над костюмом Сафина.
Фильм находился в производстве под рабочим названием «Бонд 25». Название «Не время умирать» было объявлено 20 августа 2019 года. Брокколи сказала: «Мы изо всех сил пытались найти название. Мы хотели название, которое ничего не раскроет, но будет понятным, и после просмотра фильма получит более глубокий резонанс, как это бывает со всеми названиями Флеминга».

### Подбор актёров
Ходили слухи, что «007: Спектр» мог стать последним появлением Дэниела Крейга в роли Бонда. Крейг даже выступил со скандальным заявлением о том, что «скорее перережет себе вены, чем снова сыграет Бонда». В мае 2016 года новостные порталы сообщили о том, что Крейг получил предложение от Metro-Goldwyn-Mayer за 100 миллионов долларов сняться в роли Бонда ещё в двух фильмах, но отклонил его, заявив, что «007: Спектр» стал, скорее всего, его последним фильмом о Бонде. В октябре 2016 года Крейг отрицал, что принял такое решение и высоко оценил время, проведённое на съёмках фильмов франшизы, назвав исполнение этой роли «лучшей работой в мире». Он также отрицал, что ему предложили 150 миллионов долларов за следующие два фильма. В августе 2017 года Крейг на программе «Позднее шоу со Стивеном Кольбером» подтвердил, что в последний раз вернётся на экраны в роли Бонда. Крейг подтвердил неизменность своей позиции в ноябре 2019 года и вновь в марте 2020 года после появления очередных измышлений о том, что на самом деле он рассматривает возможность повторить роль в последний раз. Позднее Крейг признал, что от возвращения в актёрский состав его удержало физическая составляющая роли, так как он получил травмы во время съёмок «Кванта милосердия», «Скайфолла» и «Спектра». Комментируя уход Крейга, Брокколи заявила, что «Не время умирать» будет включать несколько сюжетных линий из предыдущих фильмов с Крейгом в качестве Бонда и «придет к эмоционально удовлетворяющему завершению».
В декабре 2018 года Фукунага объявил, что Бен Уишоу, Наоми Харрис и Рэйф Файнс вернутся к своим привычным ролям. Фукунага также сообщил, что роль Мадлен Суонн вновь досталась Леа Сейду, второй по счёту актрисе, которая станет девушкой Джеймса Бонда в двух фильмах подряд (первой была Юнис Гейсон, исполнительница роли Сильвии Тренч в фильмах «Доктор Ноу» и «Из России с любовью»). Рори Киннир вновь исполнит роль Билла Таннера, а Джеффри Райт — Феликса Лейтера. Райт в третий раз появится на экране после «Казино Рояль» и «Кванта милосердия» и станет первым актёром, исполнившим роль Феликса Лейтера сразу в трёх фильмах франшизы.
Ана Де Армас, Дали Бенссала, Давид Денсик, Лашана Линч, Билли Магнуссен и Рами Малек были объявлены как участники основного актёрского состава во время прямого эфира из особняка «Золотой глаз» Яна Флеминга на Ямайке. Это мероприятие прошло 25 апреля 2019 года и ознаменовало собой официальное начало производства картины. В тот же день стало известно, что Малек сыграет в фильме главного злодея. В интервью Малек рассказал, что его персонаж Сафин не будет связан ни с какой религией или идеологией.
После выхода «Спектра» сообщалось, что Кристоф Вальц вернётся к роли Эрнста Ставро Блофельда в следующих сериях бондианы при условии, что Крейг вновь исполнит роль Бонда. Однако несмотря на то, что Крейг согласился вернуться во франшизу, в октябре 2017 года Вальц заявил, что не будет играть Блофельда, однако не объяснил причины своего решения. Об участии Вальца не сообщалось во время пресс-конференции, и о том, что он всё-таки снялся в «Не время умирать» стало известно благодаря трейлеру, выпущенному в декабре 2019 года.

### Съёмки
Производство фильма должно было начаться 3 декабря 2018 года на студии Pinewood Studios, но после ухода Бойла с поста режиссёра съёмки пришлось отложить до апреля 2019 года. Фильм является первым в истории франшизы, снятым с использованием 65-миллиметровых плёночных камер IMAX. Фукунага и оператор Сандгрен выбрали плёнку, а не цифру для насыщения картинки фильма.
Съёмки проходили в Италии, на Ямайке, в Норвегии, на Фарерских островах и в Великобритании, а также на студии Pinewood. В марте 2019 года, ещё до начала официального производства картины, прошли съёмки нескольких сцен на замёрзшем норвежском озере в Ниттедале. Официально съёмки стартовали 28 апреля 2019 года в Порт-Антонио на Ямайке. В мае Дэниел Крейг во время съёмок на Ямайке повредил лодыжку и впоследствии перенёс небольшую операцию. В июне во время съёмок контролируемого взрыва на студии Pinewood была повреждена внешняя часть съёмочного павильона, и один член съёмочной группы получил незначительную травму. В июне 2019 года возобновились съёмки в Норвегии, где были сняты сцены автомобильной погони на Атлантической дороге с участием Aston Martin V8 Vantage. Концерн Aston Martin подтвердил, что в фильме будут также представлены модели DB5, DBS Superleggera и Valhalla.
В конце июня 2019 года производство картины переместилось в Великобританию. Сцены с участием Крейга, Файнса, Харрис и Киннера были отсняты в различных районах Лондона, в том числе в Уайтхолле, Хаммерсмите и Сенат-Хаусе. В июле 2019 года съёмки проходили в шотландском городе Авимор и окружающем его Национальном парке Кернгормс. Ряд сцен был снят в замке Ардверики и на берегах озера Лох-Лагган.
В конце августа вторая съёмочная группа прибыла в южную Италию, где приступила к съёмкам автомобильной погони на улицах Матеры с участием автомобиля Aston Martin DB5. В начале сентября прибыла основная группа, включая Крейга и Сейду, которая отсняла в Матере сцены в специально выстроенных декорациях, а также в Маратее и Гравине-ин-Пульи. В сентябре съёмки проходили в городке Сапри в Южной Италии. Здесь были отсняты сцены на Полуночном канале и на железнодорожном вокзале, а сам Сапри в соответствии со сценарием был «переименован» в Civita Lucana. В конце сентября съёмки прошли на Фарерских островах.
Министерство обороны Великобритании подтвердило, что до пандемии COVID-19 в неуказанные дни прошли съёмки эсминца Королевского военно-морского флота HMS Dragon и самолёта C-17 Королевских ВВС. Съёмки экшен-сцен с гидросамолётом проходили в контейнерном терминале CMA CGM в гавани Кингстона на Ямайке.
Съёмочный период завершился 25 октября 2019 года на студии Pinewood Studios съёмками сцены погони в Гаване, Куба. Этот эпизод планировалось снимать в апреле на Карибах, но съёмки пришлось перенести после того, как Крейг повредил лодыжку.

### Музыка
В июле 2019 года композитором фильма был выбран Дэн Ромер, ранее уже сотрудничавший с Фукунагой в фильме «Безродные звери» и мини-сериале «Маньяк». В ноябре 2019 года Ромер покинул проект из-за творческих разногласий. В январе 2020 года Ханс Циммер заменил Ромера. Впервые за всю истории бондианы композитор был заменён на стадии постпроизводства, и это стало второй по значимости кадровой перестановкой в фильме после ухода Бойла с поста режиссёра. Альбом с саундтреком должен был выйти на лейбле Decca Records 27 марта 2020 года, но его выпуск отложили сначала до ноября 2020 года, а затем снова до апреля 2021 года.
В январе 2020 года Билли Айлиш была представлена в качестве исполнителя основной музыкальной темы фильма. Вместе с братом Финнеас О’Коннеллом они стали соавторами песни «No Time to Die», которая вышла 13 февраля 2020 года. В возрасте 18 лет Айлиш стала самым молодым исполнителем заглавной темы за всю историю бондианы (до неё самым молодым исполнителем была Шина Истон, исполнившая песню к фильму «Только для твоих глаз» (1981), в 22 года). Несмотря на задержку с выходом фильма, песня была номинирована на 63-й ежегодной премии Грэмми за лучшую песню, написанную для визуальных медиа, поскольку песня была выпущена 13 февраля 2020 года, в период отбора в 2019—2020 годах.

## Релиз

### Прокатные права
После того, как с выходом фильма «007: Спектр» истёк контракт MGM и Eon Productions со студией Sony Pictures, многолетним дистрибьютором фильмов о Джеймсе Бонде, был объявлен новый конкурс на право проката «Бонда 25» в кинотеатрах. В апреле 2017 года в нём приняли участие Sony Pictures, Warner Bros., 20th Century Fox, Universal Pictures и Annapurna Pictures. В итоге право на прокат картины в Северной Америке получила компания United Artists, дочерняя структура MGM, а в остальном мире — Universal Pictures.

### Дата релиза и переносы премьеры
Изначально премьера фильма была запланирована на ноябрь 2019 года, однако после ухода Дэнни Бойла с поста режиссёра она была сначала перенесена на февраль 2020 года, а потом на апрель 2020 года. Премьера фильма в Китае и общенациональный рекламный тур были назначены на апрель 2020 года, но их пришлось отменить из-за вспышки коронавируса COVID-19 в этой стране. В марте 2020 года после глобального распространения вируса и заявления ВОЗ о начале пандемии основатели двух популярных фан-сайтов, посвящённых Джеймсу Бонду, обратились с совместным открытым письмом к продюсерам картины, в котором попросили отложить выпуск фильма, чтобы минимизировать риск распространения болезни и обеспечить коммерческий успех фильма.
4 марта 2020 года MGM и Eon Productions объявили, что после «тщательной оценки мирового рынка кинопроката» премьера фильма в Великобритании перенесена на 12 ноября 2020 года, а в США — на 25 ноября. «Не время умирать» стал первым высокобюджетным фильмом, пострадавшим от пандемии. Согласно информации Deadline Hollywood, MGM и Universal необходимо было обеспечить высокие сборы в прокате на всех международных рынках или столкнуться с убытками и утратить франшизу. Ожидалось, что к тому времени работу возобновят все кинотеатры (в первую очередь в Китае, Южной Корее, Японии, Италии и Франции), которые были закрыты из-за пандемии.
В марте 2020 года в Китае, втором по величине кинорынке мира, были закрыты 70 000 кинотеатров; для уменьшения распространения вируса такие же меры предприняли другие страны, включая Австралию и Великобританию. По данным Variety, студия MGM уже потратила 66 млн долларов на продвижение фильма. В свою очередь по подсчётам The Hollywood Reporter из-за переноса дат MGM потеряло от 30 до 50 млн долларов, впустую израсходованных на рекламу и маркетинг. Тем не менее релиз фильма в апреле 2020 года обернулся бы для студии ещё большими убытками: резкое сокращение сеансов по всему миру могло бы снизить сборы «Не время умирать» почти на треть, и вместо прогнозируемого 1 млрд долларов фильм собрал бы порядка 700 млн. В октябре 2020 года было принято решение о переносе премьеры в Великобритании и США на 2 апреля 2021 года. В январе 2021 года фильм снова перенесли на 8 октября 2021 года. В феврале 2021 года дату выхода фильма в Великобритании передвинули на 30 сентября 2021 года. В августе 2021 года было объявлено, что мировая премьера картины состоится 28 сентября 2021 года в лондонском Альберт-холле.

## Кассовые сборы
По данным на 1 декабря 2021 года, «Не время умирать» собрал в мировом прокате $774,1 млн: в США и Канаде — $158,2 млн, а в других странах — $597,9 млн. Из-за совокупных производственных и рекламных затрат в размере не менее $350 млн фильму необходимо было собрать $750–800 млн по всему миру, чтобы окупиться в прокате.
В свой дебютный международный уикенд фильм собрал $119,1 млн в 54 странах, включая, Великобританию ($35,1 млн), Германию ($15 млн), Японию ($5,5 млн), Южную Корею ($4,6 млн), Нидерланды ($4,1 млн), Швейцарию ($3,3 млн), Италию ($3 млн), Гонконг ($2,9 млн), Испанию ($2,5 млн) и Мексику ($2,4 млн). «Не время умирать» стал первым фильмом после начала пандемии COVID-19, которому удалось собрать более $100 млн в дебютный международный уикенд без учёта Китая.
В США и Канаде «Не время умирать» собрал $55,6 млн в дебютный уикенд. В первый день американского проката фильм заработал $23,3 млн, в том числе $6,3 млн на предпоказах в четверг (лучший показатель для франшизы).

## Реакция
На агрегаторе Rotten Tomatoes фильм получил «рейтинг свежести» 83 % со средней оценкой 7,3/10 на основе 414 рецензий. Консенсус критиков гласит: «Это не самое изящное или смелое приключение агента 007, но „Не время умирать“ приятно завершает пребывание Дэниела Крейга на посту Бонда». На Metacritic средневзвешенная оценка ленты составляет 68 баллов из 100 на основе 66 обзоров, что означает «в целом положительные отзывы».
Пол Верховен заявил, что в фильме нет сексуальных сцен, а это нетипично для бондианы: «Они не показывали грудь или что-то ещё. Но у них был секс. Я бы вернулся к реальности». Такая проблема характерна для современного Голливуда, переключившегося на высокобюджетные концептуальные блокбастеры. Верховену нравится «Казино „Рояль“», но не «Не время умирать».

## Награды и номинации
| Награда                           | Дата вручения   | Категория                                      | Получатель(и)                                                       | Результат |
| --------------------------------- | --------------- | ---------------------------------------------- | ------------------------------------------------------------------- | --------- |
| Грэмми                            | 14 марта 2021   | Лучшая песня, написанная для визуальных медиа  | Билли Айлиш и Финнеас О’Коннелл за «No Time to Die»                 | Победа    |
| Hollywood Music in Media Awards   | 17 ноября 2021  | Лучший оригинальный саундтрек в игровом фильме | Ханс Циммер                                                         | Номинация |
| Hollywood Music in Media Awards   | 17 ноября 2021  | Лучшая оригинальная песня в игровом фильме     | Билли Айлиш и Финнеас О’Коннелл за «No Time to Die»                 | Победа    |
| Кинофестиваль Capri Hollywood     | 2022            | Лучшая оригинальная песня                      | Билли Айлиш и Финнеас О’Коннелл за «No Time to Die»                 | Победа    |
| Золотой глобус                    | 9 января 2022   | Лучшая оригинальная песня                      | Билли Айлиш и Финнеас О’Коннелл за «No Time to Die»                 | Победа    |
| Ассоциация кинокритиков Голливуда | 28 февраля 2022 | Лучший экшн-фильм                              | «Не время умирать»                                                  | Номинация |
| Ассоциация кинокритиков Голливуда | 28 февраля 2022 | Лучший каскадерский состав                     | «Не время умирать»                                                  | Номинация |
| Ассоциация кинокритиков Голливуда | 28 февраля 2022 | Лучшая оригинальная песня                      | Билли Айлиш и Финнеас О’Коннелл за «No Time to Die»                 | Номинация |
| Выбор критиков                    | 13 марта 2022   | Лучшая песня                                   | Билли Айлиш и Финнеас О’Коннелл за «No Time to Die»                 | Победа    |
| Выбор критиков                    | 13 марта 2022   | Лучшие визуальные эффекты                      | «Не время умирать»                                                  | Номинация |
| «Оскар»                           | 27 марта 2022   | Лучшая оригинальная песня                      | Билли Айлиш и Финнеас О’Коннелл за «No Time to Die»                 | Победа    |
| «Оскар»                           | 27 марта 2022   | Лучшие визуальные эффекты                      | Чарли Нобель, Джоэл Грин, Джонатан Фоукнер и Крис Корбауд           | Номинация |
| «Оскар»                           | 27 марта 2022   | Лучший звук                                    | Саймон Хейс, Оливия Тарни, Джеймс Харрисон, Пол Мэсси и Марк Тейлор | Номинация |
| Спутник                           | 2 апреля 2022   | Лучшая оригинальная песня                      | Билли Айлиш и Финнеас О’Коннелл за «No Time to Die»                 | Номинация |

## Продукция
Leica представила версию камеры Leica Q2 007 Edition, посвященную выходу 25-го фильма о Джеймсе Бонде «Не время умирать». Всего выпущено 250 экземпляров. На крышке объектива изображён один из символов Бонда — взгляд сквозь ствол пистолета.

## Комментарии
1. ↑  Американские режиссёры Джон Хьюстон и Роберт Пэрриш входили в число пяти режиссёров, работавших над фильмом «Казино „Рояль“» (1967), а Ирвин Кершнер снял «Никогда не говори „никогда“» (1983). Однако Eon Productions не занималась производством этих фильмов.